# Elsi Katainen
Elsi Katainen, née le 17 décembre 1966 à Haapajärvi, est une femme politique finlandaise.
Membre du Parti du centre (Kesk), elle est députée européenne depuis le 1er mars 2018.